# Little Canada
Little Canada is een plaats (city) in het oosten van de Amerikaanse staat Minnesota, in het grootstedelijk gebied van Minneapolis-St. Paul. Bestuurlijk gezien valt Little Canada onder Ramsey County.

## Geschiedenis
In 1844 trok de Frans-Canadese kolonist Benjamin Gervais vanuit Saint Paul noordwaarts om een nieuwe woonplek te vinden. Hij bouwde de eerste private korenmolen van Minnesota, waaromheen vanaf 1858 de nederzetting New Canada groeide. De naam verwees naar het geboorteland van Gervais. In 1953 kwam de plaatselijke elite bijeen om van de plaats een dorp te maken onder de naam 'Little Canada'. In 1974 verkreeg Little Canada de status van stad.

## Demografie
Bij de volkstelling in 2000 werd het aantal inwoners vastgesteld op 9771.
In 2006 is het aantal inwoners door het United States Census Bureau geschat op 9537, een daling van 234 (-2.4%).

## Geografie
Volgens het United States Census Bureau beslaat de plaats een oppervlakte van 11,5 km², waarvan 10,3 km² land en 1,2 km² water.

## Plaatsen in de nabije omgeving
De onderstaande figuur toont nabijgelegen plaatsen in een straal van acht kilometer rond Little Canada.

## Partnersteden
- Thunder Bay